# فرانز تانك
فرانز تانك (بالألمانية: Franz Tank) (و. 1890 – 1981 م) هو فيزيائي، وأستاذ جامعي من سويسرا .
توفي في زيورخ ، عن عمر يناهز 91 عاماً.